# Martin Schmidt-Kessel
Martin Schmidt-Kessel (* 12. Dezember 1967 in Köln) ist ein deutscher Rechtswissenschaftler.

## Leben
Nach dem Abitur in Karlsruhe studierte Schmidt-Kessel von 1988 bis 1993 Rechtswissenschaften an den Universitäten Freiburg, München und Köln. Von 1993 bis 1998 war er wissenschaftlicher Angestellter am Institut für ausländisches und Internationales Privatrecht der Albert-Ludwigs-Universität Freiburg. Von 1998 bis 2003 war er Wissenschaftlicher Assistent an der Universität Freiburg, zunächst am Institut für ausländisches und Internationales Privatrecht, ab März 2001 am Institut für Wirtschaftsrecht, Arbeits- und Sozialversicherungsrecht. 2001 wurde Schmidt-Kessel promoviert, 2003 habilitierte er sich.
Im selben Jahr erhielt er einen Ruf auf einen Lehrstuhl für Bürgerliches Recht, Rechtsvergleichung, Europäisches und internationales Privatrecht an der Universität Osnabrück, den er 2004 annahm. Er war Direktor im Institut für europäische Rechtswissenschaft ("European Legal Studies Institute") der Universität Osnabrück. 2009 lehnte er einen Ruf an die Universität Philipps-Universität Marburg ab. 2010 erhielt er einen Ruf an die Universität Bayreuth, den er zum 1. Oktober 2010 annahm. Seit 2007 ist er zudem regelmäßig Gastprofessor an der Università degli Studi di Verona.
Schmidt-Kessel leitete das mehrjährige Forschungsprojekt zum europäischen Schenkungsrecht Unentgeltlichkeit und Vertrag in Europa, das von der Fritz Thyssen Stiftung finanziert wurde. Er war zudem Sprecher der Forschungsstelle für Europäisches Dienstleistungsrecht der Universität Osnabrück. Seit Sommer 2011 ist er Direktor der Forschungsstelle für Verbraucherrecht der Universität Bayreuth.
Martin Schmidt-Kessel ist seit 1990 Mitglied der katholischen Studentenverbindung AV Hansea (Berlin) zu Köln und seit 1998 Mitglied der katholischen Studentenverbindung KdStV Falkenstein (Freiburg), beide im CV.

## Schriften
- Standards vertraglicher Haftung nach englischem Recht. limits of frustration. Nomos Baden-Baden 2003, ISBN 3-8329-0133-7.
- mit Peter Schlechtriem: Schuldrecht, allgemeiner Teil. Mohr Siebeck Tübingen 2005, ISBN 3-16-148781-8 (6. Auflage).
- Reform des Schadenersatzrechts. Europäische Vorgaben und Vorbilder. Manz’sche Wien 2006, ISBN 3-214-12004-2.
- mit Gerd Leutner, Peter-Hendrik Müther: Handelsregisterrecht. Kommentar. C.H.Beck 2010, ISBN  978-3-406-56205-1.